# Pierre Mouallem
Dom Pierre (Boutros) Mouallem S.M.S.P. (Eilabun, 10 de maio de 1928) é um Arquieparca emérito da Arquieparquia de Acre dos Melquitas, em Israel.

## Biografia
Mouallem nasceu durante o Mandato Britânico da Palestina, filho e neto de padres casados. Refugiaram-se a partir de 1948, no Líbano. Estudou no Líbano e em Paris, e fala oito línguas - árabe, inglês, francês, italiano, português, grego, hebraico e latim. Foi ordenado em 21 de novembro de 1955, como padre da Sociedade dos Missionários de São Paulo (greco-melquita). O Papa Paulo VI o nomeou membro da Comissão Católica para o Diálogo Teológico, Católico e Pan-Ortodoxo. Em 1992, presidiu o Colóquio Islamo-Cristão, em Paris, e, em 1993, foi responsável pelo Congresso Internacional de Nova Déli.
Em 20 de abril de 1990 foi nomeado bispo (eparca) de Nossa Senhora do Paraíso. Recebeu a ordenação episcopal em 29 de junho de 1990, através do Patriarca Greco-Melquita de Antioquia Máximo V Hakim, acompanhado dos arcebispos greco-melquitas Jean Mansour, S.M.S.P., e Jean Assaad Haddad.
Foi nomeado em 29 de julho de 1998 como Arquieparca de Acre, Haifa e Galileia, jurisdições da Igreja Melquita, tornado-se emérito em 18 de julho de 2003.
Sua indicação para a eparquia em Israel foi terminantemente criticada pelo governo de Israel, gerando uma disputa diplomática entre a Santa Sé e o governo do primeiro-ministro Benjamin Netanyahu. O Vaticano não cedeu às pressões. Em 2000, Arcebispo Mouallem acompanhou o Papa João Paulo II em sua visita à Terra Santa, e afirmou que o pontífice deixara uma "impressão profunda" em Israel. Em janeiro de 2002, foi um dos signatários da Declaração de Alexandria, assinada por líderes cristãos, muçulmanos e judeus que trabalham pela resolução da crise do Oriente Médio. Contudo, em outubro de 2002, Dom Mouallem e outros líderes foram impedido por guardas do aeroporto israelense de Jerusalém de viajar para um encontro inter-religioso em Londres.